# Rockwood, Tennessee
Rockwood är en ort i Roane County i delstaten Tennessee, USA.